# Metsowo
Metsowo (gr. Μέτσοβο, arom. Aminciu) – miasto w Grecji, w administracji zdecentralizowanej Epir-Macedonia Zachodnia, w regionie Epir, w jednostce regionalnej Janina, siedziba gminy Metsowo. W 2011 roku liczyło 2503 mieszkańców.
Jest to największy w Grecji ośrodek mniejszości arumuńskiej. Chociaż w XIX wieku Metsowo nie wchodziło jeszcze w skład odrodzonego państwa greckiego, pochodzili stąd znani Grecy, między innymi Nikolaos Sturnaris, Eleni Tositsas, Michail Tositsas, Jeorjos Awerof-Tositsas (grecki współorganizator pierwszych igrzysk olimpijskich). Ich wielkim dziełem było stworzenie w Atenach Narodowej Politechniki Metsowskiej, zwanej w skrócie Metsowio. Inną pochodzącą stąd wyróżniającą się postacią był Ewangelos Awerof-Tositsas – były minister obrony narodowej Grecji.

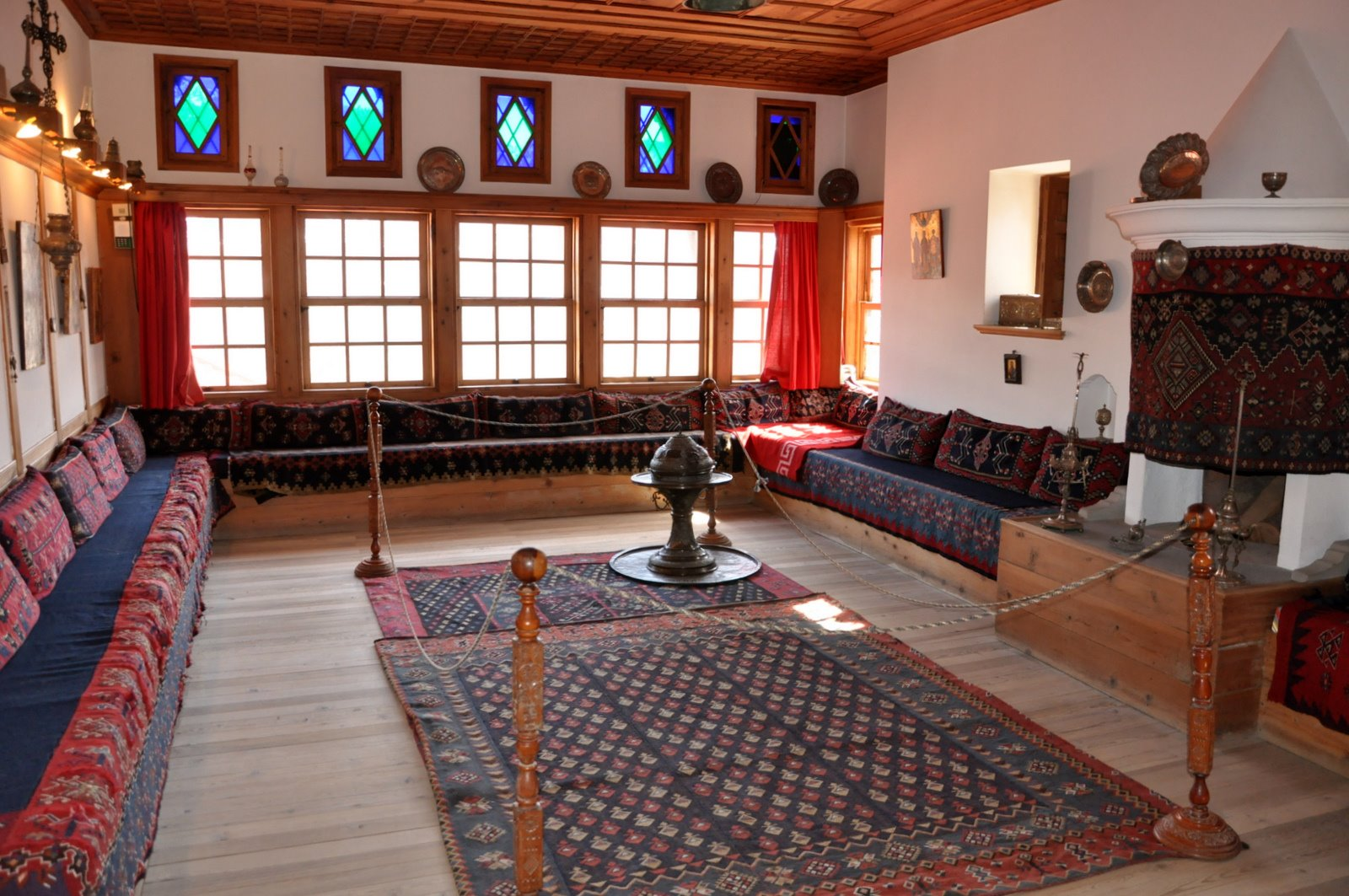
Wnętrze domu rodziny Tositsasów, użytkowane tak do schyłku XX wieku

Charakterystyczna dla miasteczka jest oryginalna drewniano-kamienna architektura. Lokalny, tradycyjny styl budownictwa zachowują także wszystkie nowo wznoszone obiekty.
Metsowo jest znane w Grecji z wyrobu serów (Metsowone i Metsowela), a także z miejscowego wina, wytwarzanego w winnicach stanowiących własność rodziny Awerof-Tositsa. Czynne jest muzeum winiarstwa oraz zawsze jest otwarty dla zwiedzających ośrodek produkcji wina Katogi Awerof, wraz z przyległym hotelem. Przy rynku działa galeria sztuki. Czynne jest też bogate w starannie odrestaurowane kolekcje muzeum wnętrz oraz przedmiotów użytkowych i broni – dar rodziny Awerofów-Tositsasów (przez wiele wieków stanowiło dom rodu Tositsasów). Eksponowane przedmioty pochodzą nawet z IV wieku, jednak główna część kolekcji obejmuje okres od XV do XIX wieku.